# Karen Young (aktorka)
Karen Young (ur. 29 września 1958) – amerykańska aktorka.

## Filmografia
- Factotum, 2005
- Na południe, Vers le sud, 2005
- Prawo i sprawiedliwość, Criminal Law, 1988
- Szczęki 4: Zemsta, Jaws: The Revenge, 1987
- 9 1/2 tygodnia, Nine 1/2 Weeks, 1986
- Ptasiek, Birdy, 1984